# Taylor Ritzel
Taylor Ritzel (4 settembre 1988) è una canottiera statunitense.

## Palmarès

### Olimpiadi
- 1 medaglia:
  - 1 oro (Londra 2012 nell'otto)

### Mondiali
- 2 medaglie:
  - 2 ori (Karapiro 2010 nell'otto; Lake Bled 2011 nell'otto)